# Reproductieve isolatie

De vier vormen van soortvorming: allopatrische, peripatrische, parapatrische en sympatrische soortvorming.

In de biologie zijn reproductieve isolatiemechanismen of barrières voor hybridisatie de reeks kenmerken, gedragingen en fysiologische processen die voorkomen dat leden van twee verschillende soorten elkaar kruisen of met elkaar paren, nakomelingen voortbrengen of ervoor zorgen dat ze levensvatbaar of vruchtbaar zijn. Deze barrières vormen een onmisbare fase in de vorming van nieuwe soorten (soortvorming), opdat ze hun eigen kenmerken in de loop van de tijd behouden en opdat ze de genetische uitwisseling tussen individuen van verschillende soorten verminderen of direct voorkomen.
Er zijn verschillende classificaties van reproductieve isolatiemechanismen voorgesteld. Zoöloog Ernst Mayr heeft ze in twee brede categorieën ingedeeld: precopulatie en postcopulatie mechanismen.
De eerste handeling voordat bevruchting kan plaatsvinden (dat wil zeggen vóór paring in het geval van dieren of bestuiving in het geval van planten). Dergelijke precopulatie mechanismen, ook wel ‘externe barrières voor hybridisatie’ genoemd, zijn fysieke scheidingen in tijd, ruimte, omgevingen, specifieke ecologische niches en verschillen in gedrag die paring of bestuiving voorkomen.
Postcopulatie mechanismen, of "interne barrières voor hybridisatie", werken daarentegen door het gebrek aan harmonie tussen de fysiologische, reproductieve of cytologische systemen van individuen die tot verschillende soorten of geslachten behoren. De verschillende mechanismen van reproductieve isolatie zijn genetisch gecontroleerd en er is experimenteel aangetoond dat ze kunnen evolueren in soorten waarvan de geografische verspreiding elkaar overlapt (sympatrische soorten), of als resultaat van de adaptieve divergente evolutie die gepaard gaat met hun allopatrische soortvorming.

## Isolatiemechanismen vóór paring of precopulatie
Isolatiemechanismen die optreden voordat de paring plaatsvindt zijn het meest economisch vanuit het oogpunt van biologische efficiëntie van een populatie, aangezien hulpbronnen niet worden "verspild" bij de productie van nakomelingen die zwak, niet-levensvatbaar of onvruchtbaar kunnen zijn.

### Seizoensgebonden- of habitat-isolatie
Alle factoren die de ontmoeting van mogelijk parende individuen verhinderen zullen individuen van verschillende soorten reproductief isoleren. Twee soorten barrières garanderen dit soort reproductieve isolatie:
- verschillen in habitat en
- verschillen in het seizoen van geslachtsrijpheid of bloei.[1][2]

Een voorbeeld van een ecologisch of habitatverschil dat de ontmoeting van potentiële partners verhindert, is dat van twee vissoorten van het geslacht Gasterosteus. De ene soort leeft het hele jaar door in zoet water, vooral in kleine stroompjes, terwijl de andere soort daarentegen in de winter in zee leeft en in de lente en zomer naar riviermondingen migreert om zich daar voort te planten. Individuen van de twee populaties zijn reproductief geïsoleerd vanwege hun aanpassingen aan verschillende zoutconcentraties.
Een voorbeeld van reproductieve isolatie als gevolg van verschillen in het paarseizoen zijn de paddensoorten Bufo americanus en Bufo fowleri. Individuen van deze soorten kunnen met succes in het laboratorium worden gekruist, waardoor krachtige en vruchtbare hybriden worden verkregen. Dergelijke paringen komen echter niet in de natuur voor, hoewel de geografische verspreiding van beide soorten elkaar overlappen. De oorzaak van deze afwezigheid van interspecifieke paring is dat B. americanus paart in de vroege zomer en B. fowleri doet dit tegen het einde van de zomer.
Sommige plantensoorten, zoals Tradescantia canaliculata en T. subaspera zijn bijvoorbeeld sympatrisch in hun gehele geografische verspreiding, maar zijn echter reproductief van elkaar geïsoleerd, omdat ze in verschillende seizoenen bloeien. Bovendien groeit een van de twee soorten in zonnige gebieden en de andere in sterk schaduwrijke gebieden.

### Seksuele-, prestatie- en gedragsisolatie
Verschillende paringsrituelen bij diersoorten creëren extreem krachtige reproductieve barrières, seksuele of gedragsmatige isolatie genoemd, die verwante soorten geïsoleerd houden in de meeste groepen in het dierenrijk. Bij tweehuizige soorten moeten mannetjes en vrouwtjes elkaar zoeken, samen zijn, complexe balts- en paringsrituelen uitvoeren en uiteindelijk hun gameten paren of vrijgeven in de omgeving om bevruchting mogelijk te maken.
De paringsdansen, het gezang van de mannetjes om de vrouwtjes aan te trekken of het strelen van het paar zijn voorbeelden van typisch baltsgedrag dat, naast het leren kennen van elkaar, reproductieve isolatie mogelijk maakt. Dit komt omdat elk van de fasen van hofmakerij afhankelijk is van het gedrag van de soortgenoot. Het mannetje zal alleen naar een tweede vertoningsfase gaan als het vrouwtje een bepaalde gedragsreactie vertoont en zal pas naar een derde gaan als ze een tweede sleutelgedrag vertoont. Achtereenvolgens worden de gedragingen van beide gecoördineerd, in de tijd gesynchroniseerd en is uiteindelijk bepalend voor de copulatie of het vrijkomen van de gameten in de omgeving. Geen enkel dier dat fysiologisch niet geschikt is voor bevruchting zal in staat zijn deze veeleisende gedragsketen te voltooien. In feite is het kleinste verschil in hofmakingspatronen tussen twee soorten een voldoende voorwaarde om paring te voorkomen. Het specifieke geluidspatroon fungeert bijvoorbeeld als een isolatiemechanisme tussen verschillende soorten kreeften van het geslacht Chorthippus, en bij krekels van het geslacht Magicicada, waarbij bij gedeeltelijk overlappende soorten het geluid van hun signalen op verschillende frequenties wordt uitgezonden als dergelijke soorten sympatrisch worden.
Zelfs als de morfologische verschillen tussen de twee soorten minimaal zijn, kunnen de verschillen in gedrag voldoende zijn om copulatie te voorkomen. Zo worden bijvoorbeeld Drosophila melanogaster en D. simulans beschouwd als tweelingsoorten vanwege hun grote morfologische gelijkenis, maar paren ze niet met elkaar, zelfs niet als ze samen in het laboratorium worden grootgebracht en onderhouden. Drosophila ananassae en D. pallidosa zijn ook tweelingsoorten uit Melanesië. In het wild produceren ze zelden hybriden, hoewel het in het laboratorium mogelijk is om vruchtbare nakomelingen te verkrijgen. Uit onderzoek naar hun seksuele gedrag blijkt dat de mannetjes de vrouwtjes van beide soorten het hof maken, maar dat de vrouwtjes een duidelijke voorkeur voor paring met mannetjes van hun eigen soort vertonen. Op chromosoom II van beide soorten is een verschillend regulatiegebied gevonden dat het selectiegedrag van de vrouwtjes beïnvloedt.
Een belangrijke oorzakelijke factor in de seksuele isolatie van insecten-soorten zijn feromonen De functie van deze verbindingen is in principe het mogelijk maken van de identificatie van individuen van dezelfde soort en van verschillend of hetzelfde geslacht door middel van geur. Wanneer feromonen vluchtig zijn, functioneren ze als een chemisch signaal over lange afstanden. In andere gevallen is hun bereik kleiner en moeten ze van dichtbij of door contact worden waargenomen. Bij soorten van de melanogaster-groep van Drosophila zijn de vrouwelijke feromonen mengsels van verschillende verbindingen, waarbij er gevallen zijn waarin er een duidelijk dimorfisme bestaat in het type en/of de hoeveelheid verbindingen die in elk geslacht aanwezig zijn. Omdat er ook verschillen zijn in kwantiteit en kwaliteit tussen verwante soorten wordt aangenomen dat feromonen kunnen dienen om individuen van andere soorten te onderscheiden. Een duidelijk voorbeeld van de rol van feromonen bij seksuele isolatie wordt gevonden bij de "maïsmot" van het geslacht Ostrinia. In Europa zijn er twee tweelingsoorten van dit geslacht die zeer zelden met elkaar kruisen. De vrouwtjes van beide soorten produceren feromonen die een vluchtige verbinding bevatten met twee isomeren, E en Z. Terwijl de ene soort 99% van het E-isomeer produceert, produceren de vrouwtjes van de andere soort 99% van het Z-isomeer. De productie wordt gecontroleerd door een enkele locus en de interspecifieke hybride (ontstaan uit een kruising tussen twee soorten van hetzelfde geslacht): is intermediair in de productie van isomeren. Mannetjes op hun beurt detecteren bijna uitsluitend het isomeer dat wordt uitgestoten door vrouwtjes van hun eigen soort, zodat hybridisatie, hoewel mogelijk, zeer zeldzaam is. De waarneming van feromonen bij Ostrinia-mannetjes wordt bepaald door een enkel gen, dat verschilt van degene die de productie van isomeren regelt. Hybride mannetjes, geproduceerd door beide soorten met elkaar te kruisen, vertonen een gemiddelde reactie op geuren van beide typen. In dit geval zijn slechts twee loci voldoende geweest om een effectieve ethologische isolatie te genereren tussen populaties die anders genetisch zeer nauw verwant zijn.
Seksuele isolatie tussen twee soorten kan asymmetrisch zijn. Dat wil zeggen dat paringen die nakomelingen voortbrengen slechts een van de twee soorten toestaan om als vrouwelijke ouder te functioneren en de andere als mannelijke ouder, terwijl wederzijdse kruising niet kan plaatsvinden. Meer dan de helft van de wolven die zijn bemonsterd in het Grote Meren gebied van Noord-Amerika vertonen dus mitochondriaal DNA-sequenties van coyotes. Mitochondriale DNA-sequenties van wolven worden echter nooit gevonden in coyotepopulaties. Dit weerspiegelt waarschijnlijk een asymmetrie in de interspecifieke paring (tussen twee soorten van hetzelfde geslacht): als gevolg van het verschil in grootte tussen de twee soorten: mannelijke wolven, die profiteren van hun grotere formaat, paren met vrouwelijke coyotes, maar vrouwelijke wolven en mannelijke coyotes niet kruisen. Het DNA van de mitochondria en de chloroplasten worden via de moeder vererfd, dat wil zeggen alle nakomelingen afkomstig uit een bepaalde kruising heeft hetzelfde cytoplasma (en de genetische factoren die daarin worden aangetroffen) als de vrouwelijke ouder. Dit komt doordat de zygoot hetzelfde cytoplasma heeft als het ei, ook al komt de kern van zowel de vader als de moeder.. Het is opmerkelijk dat er enkele uitzonderingen zijn op deze generalisatie, vooral gevonden in bedektzadigen en naaktzadigen, zoals moederlijke, tweeouderlijke of strikt ouderlijke overerving van chloroplasten in Passiflora en Turnera, tot uitsluitend vaderlijk in interspecifieke (een kruising tussen twee soorten van hetzelfde geslacht): kruisingen van Actinidia. Dergelijke uitzonderingen maken het noodzakelijk om precies het overervingspatroon van cytoplasmatische factoren te kennen in de soort waarover fylogenetische gevolgtrekkingen worden gemaakt op basis van chloroplast- of mitochondriale genen.

### Mechanische isolatie

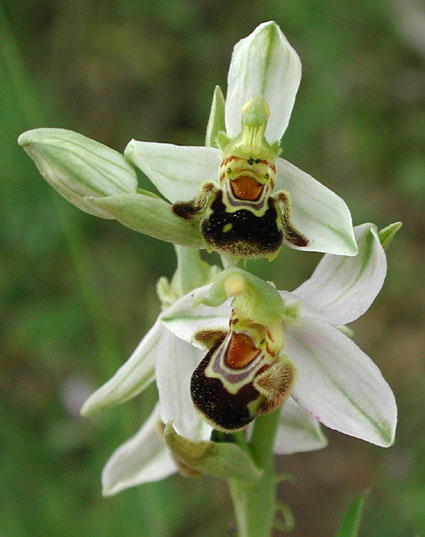
De bloemenen van veel soorten angiospermen zijn evolutionair gevormd om een of enkele bestuiverssoorten (insecten, vogels, zoogdieren en slakken) aan te trekken en te belonen. De grote diversiteit in vorm, kleur, geur en aanwezigheid van nectar is in veel gevallen het resultaat van co-evolutie met de bestuiversoort. De afhankelijkheid van de soort bestuivers fungeert ook als een reproductieve isolatiebarrière. In de afbeelding kun je een bloem zien van Ophrys apifera, een van de soorten orchideeën die insecten aantrekt via de strategie van seksueel bedrog: zijn lip bootst de vrouwtjes van zijn bestuiver na.

Twee individuen proberen te paren, maar bevruchting vindt niet plaats omdat de geslachtsorganen elkaar niet aanvullen. De relatie tussen de reproductieve isolatie van soorten en de vorm van hun geslachtsorganen werd voor het eerst opgemerkt in 1844 door de Franse entomoloog Léon Dufour. Het stijve pantser van insecten zou analoog functioneren als een sleutel en het slot, omdat ze alleen de kruising van individuen met strikt complementaire structuren toestaan, dat wil zeggen mannetjes en vrouwtjes van dezelfde soort (ze worden "conspecifiek" genoemd).
Evolutie zou hebben geleid tot de ontwikkeling van geslachtsorganen met steeds uiteenlopender en complexere kenmerken, met als functie het zorgen voor mechanische isolatie tussen soorten. Bepaalde kenmerken van de geslachtsorganen zouden er vaak voor hebben gezorgd dat ze isolerende mechanismen zijn geworden. Talrijke onderzoeken tonen echter aan dat anatomisch zeer verschillende organen functioneel compatibel kunnen zijn, wat suggereert dat andere factoren ook de vorm bepaalden van deze gecompliceerde structuren.

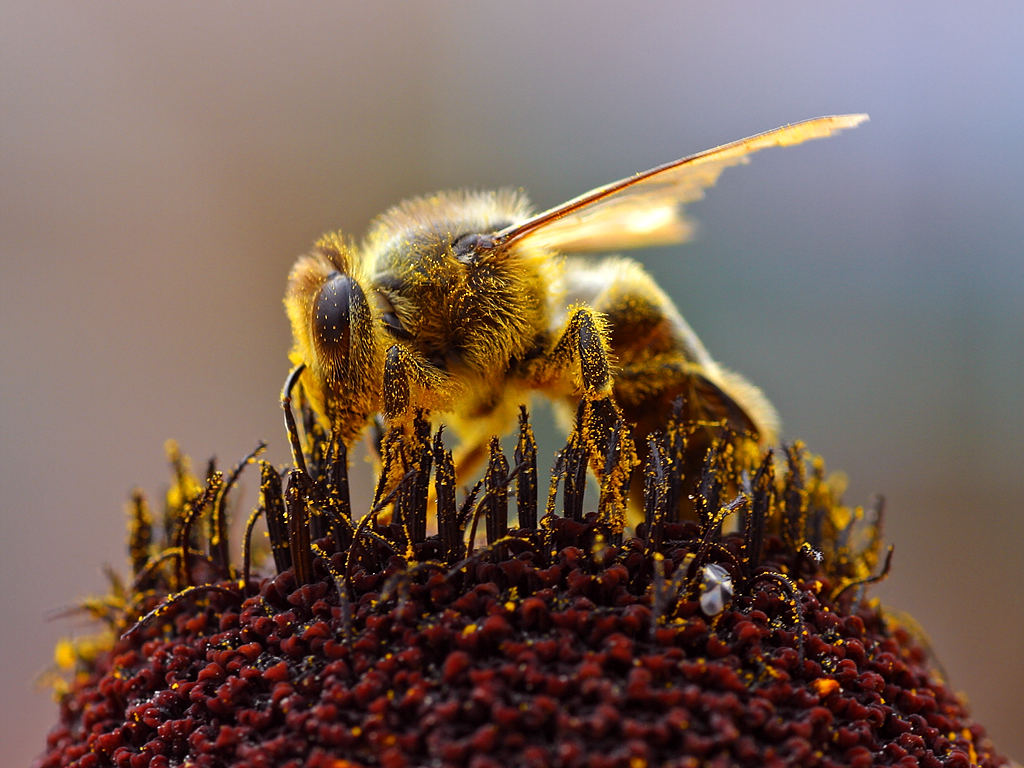
Bij met stuifmeel

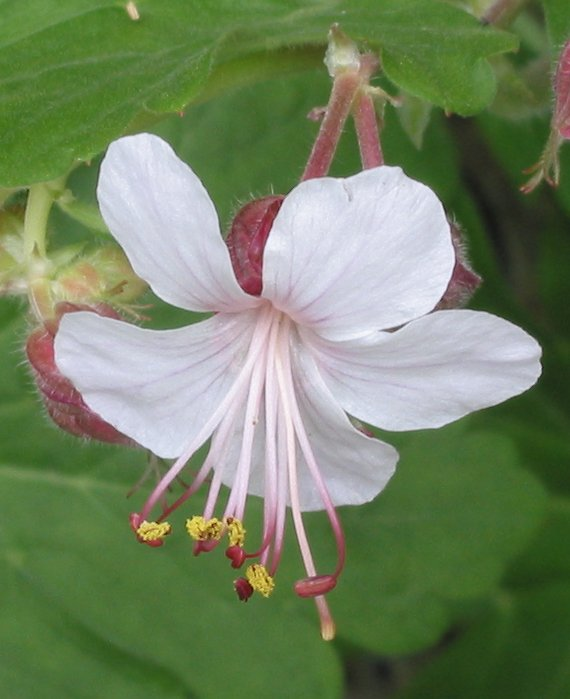
Onrijpe nog gesloten stempel van rotsooievaarsbek (onderaan achter de meeldraden is de gesloten stempel te zien)

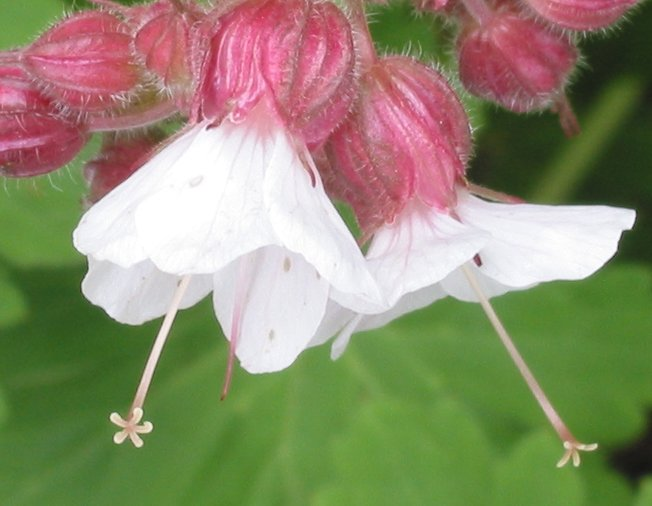
Rijpe opengespleten stempel van Rotsooievaarsbek

Een groot aantal soorten angiospermen hebben een bestuiver nodig voor het overbrengen van stuifmeelkorrels van de ene plant naar de stempel van een andere plant. In feite kunnen de stuifmeelkorrels van deze soorten niet zelfstandig of door de wind verspreid worden, dus bestuivers zijn essentieel voor hun seksuele voortplanting en functioneren als isolatiemechanismen.
Bestuivers zijn zeer gevarieerd en kunnen, afhankelijk van de betreffende soort, vliegen, muggen, bijen, wespen, vlinders, kevers of vogels (vooral kolibries) zijn. De hybridisatie tussen Narcissus cavanillesii en N. serotinus wordt vaak verhinderd door hun bestuivers daar N. cavanillesii voornamelijk wordt bestoven door vliesvleugeligen en N. serotinus door vlinders.
De zoöfilie die veel angiospermen kenmerkt, veronderstelt dat bestuivende insecten (entomogamie), vogels (ornithogamie), zoogdieren (cheiropterogamie) en slakken (malacogamie) de bloemen regelmatig bezoeken en er lang genoeg op verblijven, dat de helmknoppen en de stempel met een bepaalde frequentie worden gewreven of aangeraakt en dat het stuifmeel op zo'n perfecte manier aan de bezoekers blijft kleven dat deze de stempels van andere bloemen kan bestuiven. Het resultaat van zoöfilie hangt in wezen af van het feit dat de insecten, vogels, zoogdieren en slakken de bloemen vanaf een bepaalde afstand kunnen herkennen en binnen een bepaalde tijd bloemen van dezelfde soort moeten bezoeken. Zoöfile bloemen moeten dus ‘aantrekkelijke producten’ bezitten (zoals stuifmeel en nectar), ‘lokmiddelen’ (zoals geuren en kleuren) en ook viskeus of hechtend stuifmeel. In de loop van de evolutie van angiospermen heeft er een zeer intense differentiatie plaatsgevonden van de middelen voor attractie en aantrekking, evenals de vorm van de bloem. Hierdoor kunnen steeds meer insecten, vogels en zoogdieren meewerken aan de bestuiving. Van het toevallige bezoek van bloemen door verschillende insecten, vogels en zoogdieren is in de loop van de evolutie geleidelijk overgegaan naar het tot stand brengen van nauwe relaties tussen ‘anthofile insecten, vogels, zoogdieren en slakken’ en ‘zoöfile bloemen’, met duidelijke voordelen voor beide groepen. Voor de meeste planten betekende het een toenemende nauwkeurigheid bij het aantrekken van slechts bepaalde bezoekers en een steeds veiligere overdracht van stuifmeel naar de stempels van andere planten, wat resulteerde in geleidelijke besparingen in de stuifmeelproductie. In feite is de relatie tussen het aantal stuifmeelkorrels en het aantal eicellen dat door een bloem wordt geproduceerd in de orde van een miljoen voor anemofiele planten, terwijl het bij orchideeën – entomofiele planten bij uitstek – één is. Voor gespecialiseerde bestuivende insecten, vogels, zoogdieren en slakken werd de concurrentie met andere anthofiele insecten, vogels, zoogdieren en slakken verminderd en werd gerichte of gespecialiseerde bestuiving op een enkele soort uiteindelijk voordelig voor hen.
Co-evolutie tussen insecten en bloeiende planten kan met de volgende twee voorbeelden worden geïllustreerd. Co-evolutie tussen Rediviva neliana, een bij die olie verzamelt, en Diascia capsularis heeft geleid tot steeds langere sporen bij de bloemen van Diascia capsularis en een steeds langere pootlengte bij Rediviva neliana. Hondskruid wordt vooral bestoven door vlinders en heeft zeer gespecialiseerde aanpassingen om kruisbestuiving te bevorderen. Anders dan bij veel andere orchideeën, hebben de stuifmeelklompjes geen eigen hechtschijfje, maar staan hun steeltjes samen op een gemeenschappelijk klemmetje. Dit is een aanpassing aan de zeer dunne roltong van vlinders, terwijl de hechtschijfjes van andere orchideeën geschikt zijn om zich op de kop of het achterlijf van vliegen, bijen, wespen of kevers te hechten. Dit klemmetje is afgeschermd door een napje, dat aan de voorkant scharniert. De kop van de vlinder wordt nauwkeurig gestuurd door twee rechtopstaande richels op de onderlip. Als de vlinder z'n roltong in de spoor steekt, blijft het napje gesloten. Maar zodra de tong wordt teruggetrokken, klapt het napje terug en kleeft het klemmetje aan de roltong, waarbij de punten door uitdroging razendsnel om de roltong heen krullen. Trekt de vlinder de tong helemaal terug, dan drogen ook de steeltjes van de stuifmeelklompjes uit en daardoor buigen ze van recht naar boven naar recht naar voren. Bij de volgende bloem die de vlinder bezoekt, drukt deze de stuifmeelklompjes op de twee duidelijk zichtbare, ronde, vruchtbare stempels, aan weerszijden van de snavel (een onvruchtbare stempel) die gedeeltelijk voor de ingang van de draadvormige spoor hangt. De stuifmeelkorrels plakken dan op deze stempels.
De evolutionaire ontwikkeling van zoöfile angiospermen en de groepen organismen die zich daaraan hebben aangepast, kan alleen worden begrepen als een co-evolutie die wordt bepaald door wederkerige relaties. De aanpassing van dit soort planten en hun bestuivers aan elkaar is soms zo ver gegaan dat ze niet zonder elkaar kunnen bestaan. Mechanische isolatie als barrière voor hybridisatie komt ook bij planten voor en is daar precies mee verbonden op de aanpassing en co-evolutie van elke soort op de aantrekkingskracht van een bepaald type bestuiver (in het geval dat bestuiving zoöfilisch is) door een reeks morfofysiologische en biochemische kenmerken van bloemen (genaamd bestuivingssyndroom), waardoor de overdracht van stuifmeel naar andere soorten niet plaatsvindt.

Eenslachtige bloemen aan aparte vrouwelijke en mannelijke planten (tweehuizig soorten) geven doorgaans een zeer goede bescherming tegen kruisbestuiving. Ook tweeslachtige bloemen kunnen kruisbevruchting tegengaan, doordat het stuifmeel en de stempel niet tegelijk rijp zijn, zoals bij rotsooievaarsbek of doordat de helmnoppen van de meeldraden ver van de stempel verwijderd zijn.

## Isolatiemechanismen na paring of post-copulerende isolatiemechanismen
Tot de mechanismen die na het paren werken om het succes van een kruising te voorkomen behoren:

### Voorkomen van de bevruchting

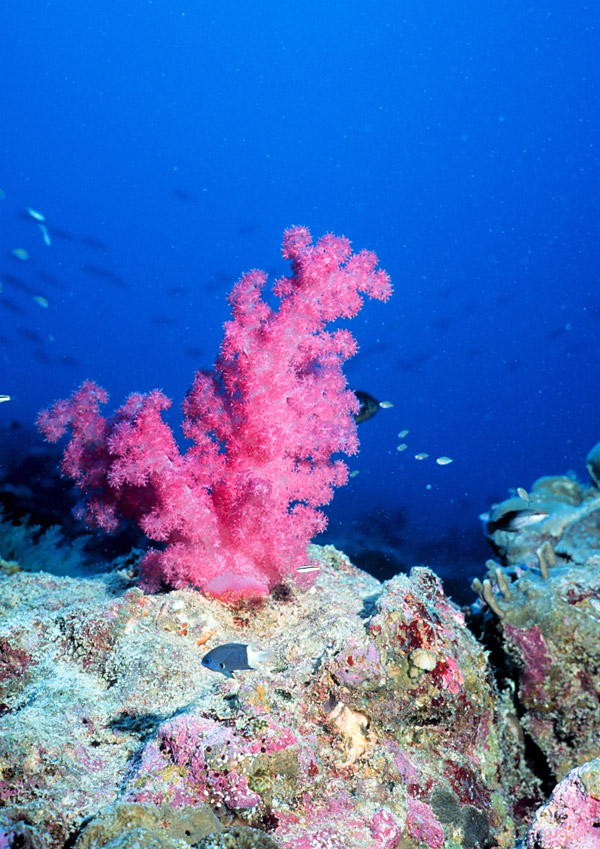
In koraalriffen voorkomt gametische incompatibiliteit de vorming van talrijke interspecifieke hybriden.

Bij riffen zou het synchrone spawnen (vrijkomen van eitjes en sperma) van vele soorten de interspecifieke hybridisatie mogelijk maken, aangezien alle gameten van honderden individuen van tientallen soorten tegelijkertijd in het water worden vrijgelaten. Ongeveer een derde van alle mogelijke kruisingen tussen soorten is compatibel, in die zin dat gameten samensmelten en hybride individuen voortbrengen. Deze hybridisatie speelt blijkbaar een fundamentele rol in de evolutie van koraalsoorten.. De resterende mogelijke kruisingen zijn echter incompatibel. Bij de zee-egels van het geslacht Strongylocentrotus is waargenomen, dat bij de concentratie sperma die 100% bevruchting van de eieren van dezelfde soort mogelijk maakt, slechts een maximale bevruchting bereikt van 1,5% van de eieren van een andere soort. Deze onmogelijkheid om hybride nakomelingen te produceren, hoewel de gameten tegelijkertijd op dezelfde plaats worden aangetroffen, is te wijten aan een fenomeen dat bekend staat als ‘gametische incompatibiliteit’ en dat zeer gebruikelijk is bij ongewervelde zeedieren en waarvan de fysiologische oorzaken nog onvolledig begrepen worden.
Bij sommige kruisingen van Drosophila is waargenomen dat er na inseminatie een reactie optreedt in de vagina van het vrouwtje dat aanleiding geeft tot zwelling van dat orgaan en bijgevolg - de bevruchting van de eicel door sperma van een andere soort verhindert.
In planten kunnen stuifmeelkorrels van de ene soort ontkiemen op de stempel en groeien in de stijl van een andere soort. De groei van de stuifmeelbuizen kan echter op een bepaald punt tussen de stempel en de eitjes worden gestopt, zodat er geen bevruchting plaatsvindt. Dit mechanisme van reproductieve isolatie komt veel voor bij Angiospermen en wordt kruis-incompatibiliteit of incongruentie genoemd. Er bestaat een relatie tussen zelf-incompatibiliteit en het fenomeen kruis-incompatibiliteit. Kruisingen tussen individuen van een zelfcompatibele soort (AC) met individuen van een zelfincompatibele soort (AI) geven in het algemeen hybride nakomelingen. Echter de reciproke kruising AI x AC levert geen nakomelingen op omdat de stuifmeelbuizen de eitjes niet kunnen bereiken. Dit fenomeen staat bekend als eenzijdige incompatibiliteit, wat ook voorkomt wanneer twee AC-soorten of twee AI-soorten met elkaar worden gekruist.
Er zijn verschillende barrières tegen kruisbestuiving tussen plantensoorten. Deze kunnen door de bouw van de bloem komen, maar er zijn ook genetische barrières. Deze kunnen sporofytisch of gametofytisch van aard zijn.
- Gametofytisch: de reactie van het stuifmeel hangt af van het genotype van de haploïde kernen van het stuifmeel en het genotype van de moeder, waardoor de stuifmeelbuis al dan niet kan uitgroeien.
- Sporofytisch: de reactie van het stuifmeel hangt niet af van het genotype van de haploïde kernen van het stuifmeel maar van het genotype van de vader en het genotype van de moeder.

### Sterfte vanzygotenen de vorming van niet levensvatbare hybriden
Het eitje wordt bevrucht, maar de zygote ontwikkelt zich niet of ontwikkelt zich wel, maar geeft een individu met een lagere levensvatbaarheid. Zowel bij planten als bij dieren zijn talloze voorbeelden van dit soort incompatibiliteit. Wanneer er dus kruisingen worden gemaakt tussen soorten van het geslacht bruine kikkers, worden zeer verschillende resultaten waargenomen, afhankelijk van de betrokken soort. Bij sommige kruisingen wordt geen deling van de zygote waargenomen (dat wil zeggen, de niet levensvatbaarheid van de hybride is extreem en treedt op vanaf de eerste mitose); In andere gevallen vinden zowel deling als de blastula-stadia normaal plaats, maar mislukt de gastrula-fase. Ten slotte zijn bij andere kruisingen de beginfasen normaal, maar treden er mislukkingen op in de laatste fasen van embryo-ontwikkeling. Dit geeft aan dat bij deze soorten de genen of gencomplexen zijn gedifferentieerd die de embryonale ontwikkeling beheersen, en dergelijke verschillen bepalen voor de niet levensvatbaarheid van hun hybriden.
Zeer vergelijkbare resultaten werden verkregen bij muggen van het geslacht Culex, maar de verschillen deden zich voor tussen wederzijdse kruisingen, dus werd geconcludeerd dat ze het effect zijn van de interactie tussen de genen van de kern van de cellen (geërfd van beide ouders) en de genen van de cytoplasmatische organellen (alleen geërfd van de vrouwelijke ouder via het cytoplasma van het ei).
Bij angiospermen hangt de succesvolle ontwikkeling van het embryo af van het normaal functioneren van het endosperm waarvan het afhankelijk is. De ineenstorting van de ontwikkeling van het endosperm en de daaropvolgende embryonale abortus is waargenomen bij veel interploïde kruisingen (dat wil zeggen die welke voorkomen tussen populaties met verschillende niveaus van ploïdie), intra- of interspecifiek, en bij bepaalde kruisingen tussen soorten met hetzelfde ploïdieniveau. In feite is de ineenstorting van het endosperm, en de daaropvolgende abortus van het hybride embryo, het meest voorkomende mechanisme van reproductieve isolatie na de bevruchting onder angiospermen.

### Steriliteit van hybriden

#### Dieren

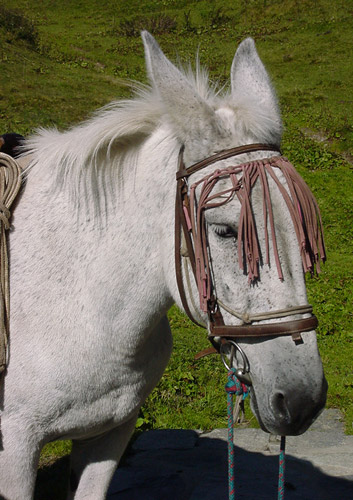
De muilezels zijn steriele interspecifieke hybriden.

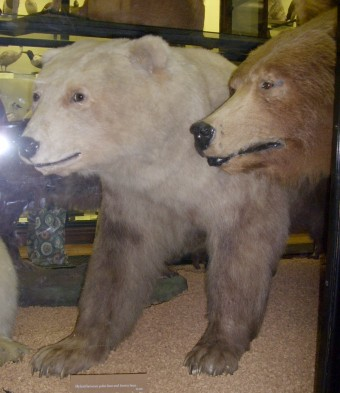
IJsgrizzly:een hybride tussen een ijsbeer en een bruine beer, Rothschild Museum, Tring.

De hybride heeft een normale levensvatbaarheid, maar is reproductief gebrekkig of steriel. Dit wordt goed aangetoond in het geval van de muilezel (paring van een ezelin met een paardenhengst) en muidier (paring van een paardenhengst met een ezelin) en vele andere bekende hybriden. Steriliteit kan te wijten zijn aan de interactie tussen de genen van de twee betrokken soorten of geslachten, aan chromosomale onevenwichtigheden als gevolg van het verschillend aantal chromosomen van de ouderlijke soorten, of aan kern-cytoplasmatische interacties zoals in het geval van de eerder beschreven Culex.
Muilezels en muildieren zijn bijna altijd onvruchtbaar vanwege verschillen in het aantal chromosomen tussen de oudersoorten. Zowel paarden als ezels behoren tot het geslacht Equus, maar Equus caballus (paard) heeft 64 chromosooms, terwijl Equus asinus (ezel) er 62 heeft. De kruising van individuen van beide soorten geeft nakomelingen (muilezel of muildier) met 63 chromosomen, dat wil zeggen dat ze geen paren vormen; dus de chromosomen van een muilezel kunnen zich niet gelijkmatig delen tijdens de meiose. Het ontbreken van een evenwichtige scheiding veroorzaakt chromosomaal onevenwichtige gameten (met een groter of kleiner aantal chromosomen), die niet levensvatbaar zijn, wat de onvruchtbaarheid bepaalt van het individu dat ze produceert. De muilezel of het muildier zijn door de mens ontstane dieren, omdat in de natuurlijke staat de oudersoorten elkaar negeren en niet paren. Om muilezels of muildieren te verkrijgen is het in feite noodzakelijk om de ouders te trainen om paring met elkaar te accepteren, of om dit te bereiken door middel van kunstmatige inseminatie.

#### Planten
De onvruchtbaarheid van veel van de interspecifieke hybriden bij angiospermen is een algemeen erkend en bestudeerd fenomeen.
Verschillende genetische en genomische oorzaken en de interactie tussen celkern en cytoplasmatische factoren kunnen de steriliteit in interspecifieke hybriden in planten bepalen, zoals in de overeenkomstige sectie zal worden beschreven. Het is echter opmerkelijk dat -in tegenstelling tot wat er bij dieren gebeurt - hybridisatie in planten een stimulans is voor het ontstaan van nieuwe soorten.
Hoewel de hybride steriel is, kan deze dus voor onbepaalde tijd in de natuur worden gehandhaafd door elk mechanisme van aseksuele vermenigvuldiging, hetzij door vegetatieve voortplanting of door apomixis (dat wil zeggen ongeslachtelijke voortplanting via zaden). Bovendien kan interspecifieke hybridisatie geassocieerd worden met chromosoomverdubbeling, waardoor fertiele hybriden ontstaan en op deze manier aanleiding geven tot nieuwe allopolyploïde soorten, zoals Rosa canina die het resultaat is van meerdere hybridisaties; of tarwe, een allohexaploïde die de genomen van drie verschillende soorten heeft. Ook de eetbare bananen zouden onder andere ontstaan zijn uit de Chinese banaan (Musa acuminata) en de meelbanaan (Musa balbisiana) door het optreden van vruchtvorming zonder bestuiving (parthenocarpie) en abnormale meiose (zie afbeelding). Triticale is een voorbeeld van een kruising tussen twee geslachten: gewone tarwe (Triticum aestivum) met rogge (Secale cereale).

## Meerdere isolatiemechanismen tegelijkertijd
Over het algemeen zijn de barrières die soorten scheiden niet gereduceerd tot één enkel isolatiemechanisme. De tweelingsoorten Drosophila, D. pseudoobscura en D. persimilis zijn geïsoleerd door hun leefgebied (D. persimilis leeft over het algemeen in koudere streken en op grotere hoogten), door tijdstip van paring (D. persimilis is over het algemeen actiever in de ochtend, D. pseudoobscura s' nachts) en door gedrag tijdens de paring (vrouwtjes van beide soorten geven de voorkeur aan mannetjes van hun eigen soort). Hoewel de verspreidingsgebieden van deze soorten elkaar in grote delen van de westelijke Verenigde Staten overlappen, zijn deze isolatiemechanismen dus voldoende om beide soorten gescheiden te houden. In feite zijn er slechts enkele vrouwtjes gevonden die door de andere soort zijn bevrucht, tussen de duizenden die zijn geanalyseerd. Maar zelfs als er hybriden tussen beide soorten worden geproduceerd, blijft de genenstroom tussen de twee belemmerd omdat de hybride mannetjes volledig onvruchtbaar zijn. Bovendien, en in tegenstelling tot de grote kracht die deze onvruchtbare mannetjes tentoonspreiden, zijn de nakomelingen van terugkruisingen van hybride vrouwtjes met hun ouderlijke soort zwak en notoir niet levensvatbaar. Dit laatste mechanisme beperkt verder de genetische uitwisseling tussen deze twee soorten vliegen in de natuur.

## Het geslacht van hybriden: de wet van Haldane
De wet van Haldane stelt vast dat wanneer een van de twee geslachten afwezig is in interspecifieke hybriden tussen twee bepaalde soorten, het geslacht dat afwezig is, zeldzaam of onvruchtbaar is, het heterogametische geslacht is. In ieder geval bij zoogdieren is er steeds meer bewijs dat aangeeft dat dit te wijten is aan hoge mutatiepercentages van mannelijk bepalende genen op het Y-chromosoom.
Er is gesuggereerd dat de regel van Haldane eenvoudigweg het feit weerspiegelt dat het mannelijke geslacht gevoeliger is dan het vrouwelijke geslacht, wanneer geslachtsbepalende genen zijn opgenomen in een hybride genoom. Maar er zijn ook organismen waarin het heterogametische geslacht het vrouwtje is (vogels, vlinders) en de regel daarin nog steeds geldig is. Daarom is het geen probleem dat verband houdt met seksuele ontwikkeling of geslachtschromosomen. Haldane stelde voor dat de ontwikkelingsstabiliteit van het hybride individu een compleet gencomplement van elke oudersoort vereist, waardoor de hybride van het heterogametische geslacht uit balans zou zijn (er ontbreekt ten minste één chromosoom van een van de twee oudersoorten). Het hybride mannetje, verkregen door het kruisen van vrouwtjes van D. melanogaster met mannetjes van D. simulans, is niet levensvatbaar door het X-chromosoom van D. simulans.

## Genetische achtergronden van reproductieve isolatiebarrières

### Precopulatie isolatiemechanismen
Ten eerste zal de genetica van ethologische isolatie worden beschouwd. Precopulatie isolatie treedt op wanneer de genen die nodig zijn voor de seksuele voortplanting van de ene soort verschillen van de overeenkomstige genen van de andere soort, zodat wanneer een mannetje van soort A samen wordt geplaatst met een vrouwtje van soort B, ze niet kunnen paren. De genetica van deze reproductieve barrière probeert de genen te identificeren die het verschillende seksuele gedrag bij de twee soorten bepalen. De mannetjes van Drosophila melanogaster en die van D. simulans hebben een zeer uitgebreide paringsgedrag bij hun respectievelijke vrouwtjes, hoewel enigszins verschillend, maar men heeft gezien dat de verschillen tussen de soorten meer kwantitatief dan kwalitatief zijn. De simulans-mannetjes kunnen zo hybridiseren met de melanogaster-vrouwtjes. Er zijn echter lijnen van deze laatste soort die gemakkelijk met elkaar kruisen, en andere die dat nauwelijks doen. Met behulp van dit verschil kan het minimale aantal genen dat betrokken is bij de precopulatie isolatie tussen de soorten D. melanogaster en D. simulans en hun chromosomale locatie worden beoordeeld.
Zo werden vliegen uit een lijn van D. melanogaster, die makkelijk hybridiseert, gekruist met een D. simulans lijn die dat niet of nauwelijks doet. De vrouwtjes van de uit deze kruising verkregen gescheiden populaties werden naast mannetjes van D. simulans geplaatst en het percentage hybridisatie werd beoordeeld, wat een maat is voor de mate van reproductieve isolatie. Uit dit experiment werd geconcludeerd dat 3 van de 8 chromosomen van het haploïde complement van D. melanogaster ten minste één gen draagt dat de isolatie beïnvloedt, aangezien de vervanging van een chromosoom van een lijn met lage isolatie door een lijn met hoge isolatie de frequentie van hybridisatie vermindert. Bovendien werden interacties tussen chromosomen waargenomen, omdat bepaalde combinaties ervan een multiplicatief effect hebben.
Kruis-incompatibiliteit of incongruentie in planten wordt ook bepaald door belangrijke genen die niet geassocieerd zijn met de zelf-incompatibiliteit locus S.

### Isolatiemechanismen na paring of bevruchting
Reproductieve isolatie tussen soorten treedt in bepaalde gevallen op lang na de bevruchting en vorming van de zygote, zoals bijvoorbeeld gebeurt bij de tweelingsoorten Drosophila pavani en D. gaucha. Hybriden tussen beide soorten zijn niet steriel, in de zin dat ze levensvatbare gameten produceren (eicellen en spermacellen). Ze kunnen echter geen nakomelingen voortbrengen, omdat het sperma van de hybride man niet overleeft in de zaadcellen van de vrouwtjes, zowel hybride als ouderlijk. Op dezelfde manier overleeft het sperma van de mannetjes van de twee oudersoorten niet in het voortplantingsstelsel van het hybride vrouwtje. Dit type postcopulatie isolatie blijkt bij een groot aantal soorten het meest effectief te zijn bij het handhaven van reproductieve isolatie tussen hen.
In feite is de ontwikkeling van een zygote tot een volwassen exemplaar een complex en delicaat proces van interacties tussen genen en omgeving dat precies moet worden uitgevoerd en waarbij elke wijziging van het normale proces, veroorzaakt door de afwezigheid van een noodzakelijke gen of de aanwezigheid van een vreemd gen de normale ontwikkeling kan tegenhouden, waardoor de hybride niet levensvatbaar of steriel is. Bij een hybride is de helft van de chromosomen en genen afkomstig van de ene soort en de andere helft van de andere soort. Als de twee soorten genetisch gedifferentieerd zijn, is de kans klein dat de genen van beide harmonieus zullen samenwerken in de hybride. Vanuit dit perspectief zouden er weinig genen nodig zijn om postcopulatie isolatie te verkrijgen, in tegenstelling tot wat eerder werd beschreven bij de precopulatie isolatie overwegingen.
Bij veel soorten waarbij precopulatie reproductieve isolatie niet bestaat, worden hybriden geproduceerd, maar deze zijn van hetzelfde geslacht. Dat is het geval wanneer vrouwtjes van Drosophila simulans worden gekruist met mannetjes van Drosophila melanogaster: de hybride vrouwtjes sterven zeer vroeg in de ontwikkeling, zodat alleen mannetjes onder de nakomelingen worden waargenomen. Echter, populaties van  D. simulans hebben genen die de ontwikkeling van volwassen hybride vrouwtjes mogelijk maken; dat wil zeggen, ze "redden" de levensvatbaarheid van het vrouwtje. Er wordt aangenomen dat de normale activiteit van deze soortvormings-genen bestaat uit het "remmen" van de expressie van genen die de groei van de hybride mogelijk maken. Het zouden dan regulatorgenen zijn.
Verschillende van deze genen zijn gelokaliseerd in de groep soorten die verwant zijn aan D. melanogaster. De eerste die werd ontdekt was Lhr (van het Engelse Lethal hybrid rescue), gelegen op chromosoom 2 van D. simulans. Dit dominante allel maakt de ontwikkeling mogelijk van hybride vrouwtjes uit de kruising tussen D. simulans vrouwtjes en D. melanogaster mannetjes. Nog een ander gen, ook gelokaliseerd op chromosoom 2 van D. simulans, is Shfr (van het Engelse Simulans hybrid female rescue) dat ook de ontwikkeling van hybride vrouwtjes mogelijk maakt, waarbij de activiteit ervan afhankelijk is van de temperatuur waarbij de embryo-ontwikkeling plaatsvindt. Andere soortgelijke genen zijn gelokaliseerd in verschillende populaties van de soort in deze groep. Kortom, er zijn slechts een paar genen nodig voor effectieve postcopulatie isolatie, gemedieerd door de niet-levensvatbaarheid van de hybriden.
Net zo belangrijk als het identificeren van een isolatiegen is weten hoe het werkt. Het gen Hmr (van het Engelse Hybrid male rescue), gekoppeld aan het X-chromosoom en betrokken bij de levensvatbaarheid van het hybride mannetje tussen D. melanogaster en D. simulans, is een gen van de protooncogenese myb familie, dat codeert voor een transcriptie regulator. "Myb" is een acroniem afgeleid van het Engelse woord "myeloblastosis", een oude naam voor een type leukemie, een type kanker van de bloedcellen. Het eerste myb-familiegen dat werd bestudeerd, was het v-Myb-oncogen van het aviaire myeloblastosevirus (AMV=Avian Myeloblastosis Virus), dat een fatale leukemie bij kippen veroorzaakt. Twee varianten van dit gen werken goed in elke soort afzonderlijk, maar in de hybride werken ze niet correct, mogelijk vanwege de verschillende genetische achtergronden van elke soort. Onderzoek van de allelsequentie van de twee soorten toont aan dat basensubstituties waarbij een ander eiwit aangemaakt wordt, overvloediger voorkomen dan synonieme substituties, wat erop wijst dat dit gen onderworpen is geweest aan intense natuurlijke selectie.(synonieme substitutie = verandering van een base in een coderend stuk DNA door een andere base zodanig dat dit vanwege de overtolligheid in de genetische code niet leidt tot een ander aminozuur in het gecodeerde eiwit).
Het Dobzhansky-Müller model gaat er van uit dat reproductieve onverenigbaarheden tussen soorten worden veroorzaakt door de interactie van genen van de respectieve soort. Onlangs is aangetoond dat Lhr functioneel is veranderd in D. simulans en een interactie aangaat met Hmr, dat op zijn beurt functioneel is veranderd in D. melanogaster en zo de sterfte van hybride mannetjes veroorzaakt. Lhr bevindt zich in een heterochromatisch gebied van het genoom en de sequentie ervan is tussen deze twee soorten gedifferentieerd op een manier die consistent is met positieve selectiemechanismen..
Een belangrijke en onbeantwoorde vraag is of de gedetecteerde genen overeenkomen met oude genen die soortvorming in gang hebben gezet, waardoor hybride niet-levensvatbaarheid van hybriden werd bevorderd, of dat het moderne genen zijn die later door mutatie zijn ontstaan en niet door de verschillende populaties worden gedeeld, en die het effect van de primitieve niet-levensvatbaarheid onderdrukken, de primitieve niet-levensvatbaarheidsgenen. Het gen OdsH (van het Engelse Odysseus) veroorzaakt gedeeltelijke onvruchtbaarheid in de hybride tussen Drosophila simulans en een zeer verwante soort die daarvan is afgeleid, D. mauritiana, alleen gevonden op de Mauritius-eilanden en van zeer recente oorsprong is. Dit gen vertoont monofylie bij beide soorten en is ook onderworpen aan natuurlijke selectie. Er wordt aangenomen dat het een gen is dat ingrijpt in de eerste stadia van de soortvorming, aangezien andere genen waarvoor beide soorten verschillen polyfylie vertonen. Odsh is ontstaan door duplicatie in het Drosophila-genoom en is in een zeer hoog tempo geëvolueerd in D. mauritanië, terwijl zijn paraloge gen unc-4 (van het Engelse "uncoordinated-4") vrijwel identiek is tussen de soorten van de groep melanogaster. Ze worden orthologe genen genoemd, de genen die vergelijkbaar zijn omdat ze tot twee soorten behoren die een gemeenschappelijke voorouder hebben. De paraloge genen daarentegen zijn de genen die in hetzelfde organisme worden aangetroffen en waarvan de gelijkenis laat zien dat het ene voortkomt uit de duplicatie van het andere. Orthologie vereist dat soortvorming heeft plaatsgevonden, terwijl dit niet nodig is in het geval van parologie, die voorkomt bij individuen van dezelfde soort.Blijkbaar illustreren al deze genen de oorsprong van soortvormingsmechanismen in de natuur, daarom worden ze gezamenlijk soortvormingsgenen genoemd. Het zijn gensequenties met een normale functie binnen de populaties van een soort, maar die snel uit elkaar gaan lopen als reactie op positieve selectie, waardoor er reproductieve isolatiebarrières bestaan met andere soorten. Over het algemeen hebben al deze genen bovendien functies bij de transcriptieregulering van andere genen.
Een laatste voorbeeld van de evolutie van genen die betrokken zijn bij postcopulatie isolatie is het gen Nup96 (nucleoporine 96), dat de productie regelt van een van de ongeveer 30 eiwitten die nodig zijn voor het vormen van een kernporie. Bij elke soort van de Drosophila simulans-groep reagert het eiwit van dit gen met het eiwit van een ander, nog onbekend gen, op het X-chromosoom om een functionele porie te vormen, maar bij de hybride is de gevormde porie defect en bepalend voor de steriliteit. De verschillen voor de Nup96-sequenties zijn onderworpen aan adaptieve selectie, net als de andere voorbeelden van eerder beschreven soortvormingsgenen.

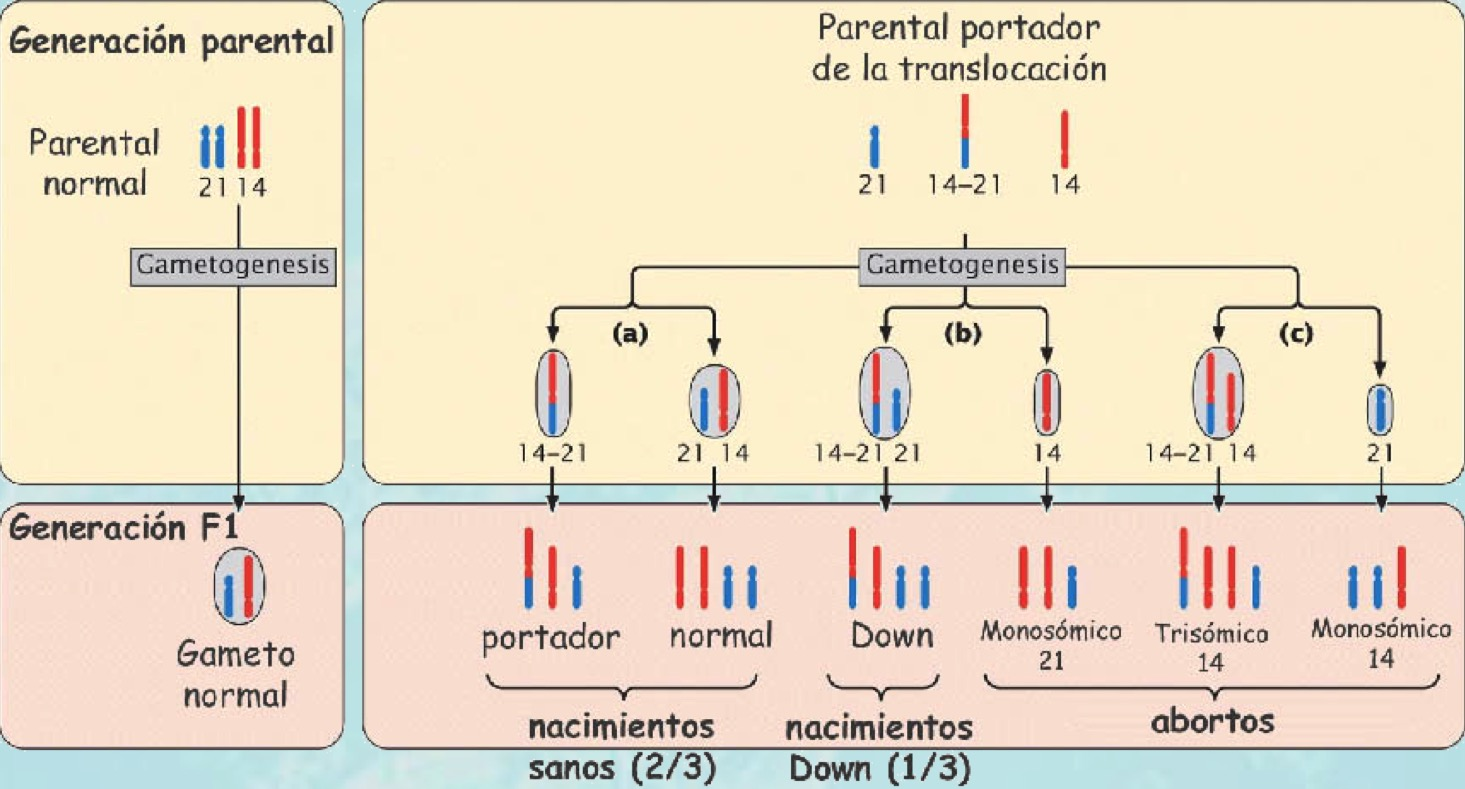
Robertsoniaanse translocatie bij de mens en is een van de oorzaken van het syndroom van Down (potador=drager)

Postcopulatie isolatie kan ook ontstaan tussen chromosomaal gedifferentieerde populaties als gevolg van translocaties en inversies. Als er bijvoorbeeld in een populatie een wederzijdse translocatie is opgetreden, zal de hybride tussen deze populatie en degene die de translocatie niet draagt een complexe meiose hebben, met de productie van onevenwichtige gameten met meer of minder chromosomen en dus met verminderde vruchtbaarheid. In bepaalde gevallen zijn er complexe translocaties waarbij meer dan twee chromosomen betrokken zijn, waarbij de meiose van de hybriden onregelmatig is en hun vruchtbaarheid nul of bijna nul is. Inversies kunnen ook abnormale gameten veroorzaken bij hybride individuen die er heterozygoot voor zijn, maar dit effect is niet belangrijk vergeleken met translocaties.
Een voorbeeld van onvruchtbaarheid bij hybriden als gevolg van chromosomale veranderingen komt uit de studie van de soort Drosophila nasuta en D. albomicans, twee tweelingsoorten uit de Indo-Pacifische regio. Er bestaat geen seksueel isolement tussen hen en de F1-hybriden zijn vruchtbaar. Maar de F2 heeft een lage vruchtbaarheid, waardoor er weinig nakomelingen overblijven en er sprake is van een gewijzigde geslachtsverhouding. De reden is dat op het X-chromosoom van D. albomicans een translocatie gebeurt en vastgemaakt aan een autosoom, wat abnormale meiose veroorzaakt bij de hybriden.
Robertsoniaanse chromosomale fusies en splitsingen zijn variaties in het aantal chromosomen die voortkomen uit de fusie van twee acrocentrische chromosoom (die met een enkele arm) in een enkel chromosoom met twee armen - wat een afname van het haploïde aantal chromosomen tot gevolg heeft, of omgekeerd, door splitsing van een chromosoom in twee acrocentrische chromosomen wordt het haploïde aantal chromosomen verhoogd. Als twee populaties verschillen in het aantal chromosomen kunnen de hybriden daartussen een zeker verlies aan vruchtbaarheid hebben en dus een mindere aanpassing door een onregelmatige meiose.

### Incompatibiliteit veroorzaakt door micro-organismen
Naast de genetische oorzaken die het bestaan van reproductieve isolatie tussen soorten bepalen, is er nog een andere factor die postzygote isolatie kan veroorzaken: de aanwezigheid van micro-organismen in het cytoplasma van bepaalde soorten. De aanwezigheid van dergelijke organismen bij de ene soort en hun afwezigheid bij een andere soort zorgen voor de niet-levensvatbaarheid van de overeenkomstige hybride. Onder de halfsoorten van de groep D. paulistorum zijn de hybride vrouwtjes vruchtbaar, maar de mannetjes zijn onvruchtbaar. Het is bewezen dat de aanwezigheid in het cytoplasma van een mycoplasma de spermatogenese verandert, wat tot onvruchtbaarheid leidt. Het is heel interessant dat incompatibiliteit of isolatie ook op intraspecifiek niveau kan ontstaan: populaties van D. simulans die hybride onvruchtbaarheid vertonen, afhankelijk van de kruisingsrichting, waarbij wordt vastgesteld dat de bepalende factor de aanwezigheid of afwezigheid is van een micro-organisme, Wolbachia, met populaties die er tolerant en vatbaar voor zijn. Deze incompatibiliteit tussen populaties kan in het laboratorium worden geëlimineerd door een specifiek antibioticum tegen dit organisme toe te dienen. Soortgelijke situaties zijn bij verschillende insecten bekend, aangezien ongeveer 15% van hen infecties door deze symbiont vertoont. Er wordt zelfs gesuggereerd dat er mogelijk een soortvormingsproces heeft plaatsgevonden als gevolg van de incompatibiliteit die door deze bacterie wordt gegenereerd. Twee nauw verwante soorten wespen, Nasonia giraulti en N. longicornis, dragen twee verschillende soorten van Wolbachia, wat bepaalt dat bij het kruisen van een geïnfecteerde populatie met een andere die vrij is van infectie, er vrijwel totale reproductieve isolatie tussen beide soorten plaatsvindt. Maar als beide populaties vrij zijn van deze bacteriën of beide worden genezen met antibiotica, zijn er geen belemmeringen voor hun kruising.
Wolbachia veroorzaakt ook incompatibiliteit als gevolg van hybridezwakte in spintmijtpopulaties (Tetranychus urticae ),en tussen de soorten Diabrotica (kevers) en Gryllus (krekels).

## Selectie voor reproductieve isolatie
K. F. Koopman rapporteerde in 1950 over experimenten die bedoeld waren om de hypothese te onderzoeken dat selectie de reproductieve isolatie tussen populaties kan vergroten. Bij deze experimenten werden de soorten D. pseudoobscura en D. persimilis gebruikt. Wanneer vliegen van deze soorten bij een temperatuur van 16 °C worden gehouden, is ongeveer een derde van de paringen interspecifiek. De onderzoeker nam een gelijk aantal mannetjes en vrouwtjes van beide soorten en plaatste ze in dozen die geschikt waren voor hun overleving en voortplanting. In elke generatie werd het nageslacht onderzocht om te bepalen of het al dan niet interspecifieke hybriden waren en, zo ja, werden de insecten geëlimineerd. Uit het overgebleven nageslacht werd een gelijk aantal mannen en vrouwen gekozen om als ouders voor de volgende generatie te dienen. Omdat hybriden in elke generatie werden vernietigd, produceerden vliegen die alleen paren met leden van hun eigen soort meer overlevende nakomelingen dan vliegen die alleen paren met individuen van de andere soort. In de tabel rechts is te zien dat bij elke selectiegeneratie het aantal hybriden voortdurend afnam tot de tiende generatie, toen er vrijwel geen interspecifieke hybriden meer werden geproduceerd.
Het is duidelijk dat selectie tegen hybriden zeer effectief was in het vergroten van de reproductieve isolatie tussen deze soorten. Vanaf de derde generatie bedroeg het aandeel hybriden minder dan 5%. Dit bevestigde dat selectie de reproductieve isolatie van twee genetisch uiteenlopende populaties versterkt als de hybriden gevormd door deze soorten minder goed aangepast zijn dan hun ouders.

Reproductieve isolatie kan worden veroorzaakt door allopatrische soortvorming. Een populatie Drosophila werd verdeeld in subpopulaties die werden geselecteerd om zich aan te passen aan verschillende soorten voedsel. Na enkele generaties werden de twee subpopulaties weer gemengd. Daaropvolgende paringen vonden alleen plaats tussen individuen die tot dezelfde aangepaste groep behoorden.

Deze ontdekkingen maakten het mogelijk bepaalde aannames te doen over de oorsprong van reproductieve isolatiemechanismen in de natuur. Als selectie namelijk de mate van reproductieve isolatie versterkt die tussen twee soorten bestaat vanwege de lage adaptieve waarde van de hybriden, wordt verwacht dat de populaties van twee soorten die zich in hetzelfde gebied bevinden een grotere reproductieve isolatie zullen vertonen dan populaties die geografisch gezien gescheiden zijn. Dit mechanisme voor het "versterken" van de barrières voor hybridisatie in sympatrische populaties wordt het "Wallace-effect" genoemd, omdat het oorspronkelijk aan het einde van de 19e eeuw werd voorgesteld door Alfred Russel Wallace en experimenteel is aangetoond bij zowel planten als dieren.
Het seksuele isolement tussen Drosophila miranda en Drosophila pseudoobscura is bijvoorbeeld min of meer uitgesproken afhankelijk van de geografische oorsprong van de bestudeerde vliegen. Vliegen uit gebieden waar de verspreiding van de soort overlappen, vertonen een groter seksueel isolement dan er bestaat tussen populaties die hun oorsprong vinden in aparte gebieden.
Aan de andere kant kunnen interspecifieke hybridisatiebarrières ook ontstaan als gevolg van de adaptieve divergentie die gepaard gaat met allopatrische soortvorming. Dit mechanisme is experimenteel bewezen door een experiment uitgevoerd door Diane Dodd met D. pseudo-obscura . Eén populatie vliegen werd in tweeën gedeeld, waarbij een van de populaties werd gevoed met voedsel op basis van zetmeel en de andere met voedsel op basis van maltose. Dit betekende dat elke subpopulatie gedurende een aantal generaties zich aanpaste aan elk voedseltype. Nadat de populaties gedurende vele generaties uit elkaar groeiden, werden de groepen opnieuw gemengd; Er werd waargenomen dat de vliegen alleen paarden met anderen uit hun aangepaste populatie. Dit geeft aan dat de mechanismen van reproductieve isolatie kunnen ontstaan, ook al wordt er niet tegen de interspecifieke hybriden geselecteerd.